# Nautanen

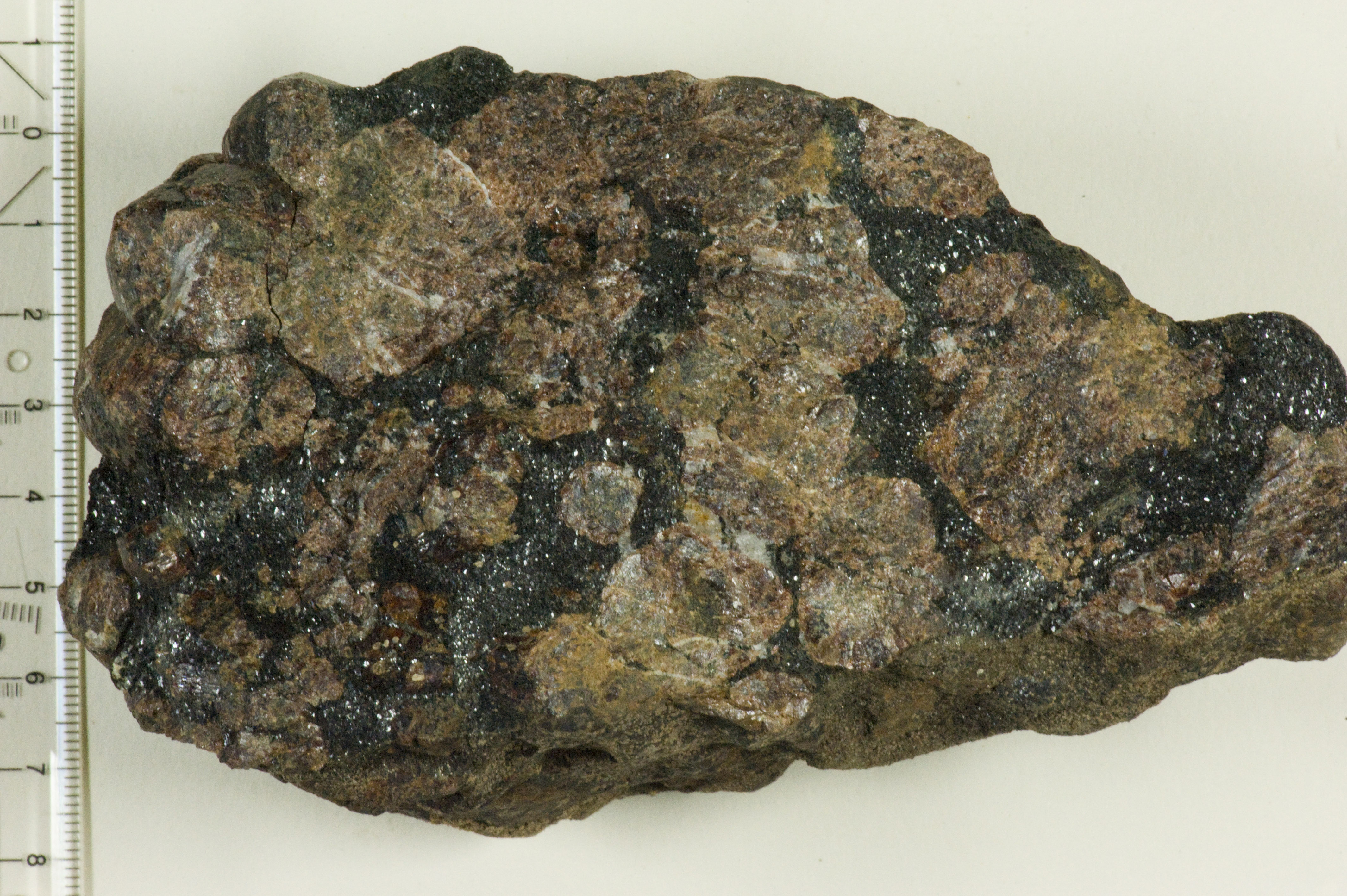
Almandin från Nautanen

Nautanen är ett tidigare gruvsamhälle omkring 8 kilometer nordost om Koskullskulle i Gällivare kommun. Det har sitt namn efter fjället Nautanen, vid vars södra del en kopparmalmsfyndighet finns.
Malmen upptäcktes 1898, och mellan 1903 och 1908 bröts omkring 5 700 ton kopparmalm i form av kopparkis och brokig kopparmalm samt 4 600 ton järnmalm i form av magnetit. Malmen förekommer som gångar, körtlar och impregnation med skarnmineral – skapolit, turmalin med flera, i leptit.
Malmbrytningen skedde i fem gruvor med namnen Dagny, Hoppet, Maria, Fredrik och Max. Industriområdet omfattade bland annat anrikningsverk, smältugnar och en sju kilometer lång linbana till Koskullskulle för malmtransporterna.

## Historik
Nautanens kopparfält upptäcktes hösten 1898, då malmletaren Lars Bengtsson Björkqvist under sina försök att hitta guld fann att Nautanen måste innehålla både järn och koppar. Med hjälp av intressenter skedde där provborrningar. År 1900 bildades Nautanen Kopparfält AB med affärsmannen C.A Govenius från Piteå som finansiär. Henrik Wennerström, tidigare direktör vid Gruvbolaget Freja i Koskullskulle, anställdes som direktör i Nautanen Kopparfält. En väg byggdes från Kirunavägen vid Muorjevaara till Nautanen. 120 man anställdes och samhället växte till ungefär 400 personer. Samhället hade bostäder, skola, affär och ett Folkets hus. Kopparpriset sjönk därefter, vilket ledde konkurs för Nautanens Kopparfält AB 1908, varefter byggnaderna monterades ned och samhället övergavs och slutligen revs 1917.

## Kulturvärde
Området är idag ett rekreationsområde. Det finns idag tydliga spår efter brytning och framställning av koppar samt husgrunderna som vittnar om det samhällsliv som hann byggas upp. Området anses ha ett kulturhistoriskt värde och har förklarats som fornvårdsobjekt. 

## Intresse för återupptagande av brytning
Boliden Mineral AB, som äger marken, har visat intresse för att ta upp brytning i en underjordsgruva omkring två kilometer nordväst om det tidigare området, på östra sidan av berget Nautanen, för att utvinna koppar, molybden, silver och guld.
Ansökan om bearbetningskoncession har lämnats till Bergsstaten 2023.
Bergmästaren beviljade ansökan om bearbetningskoncession den 13 februari 2025.